# Triopas (syn Heliosa)
Triopas (gr. Τρίωψ) − w mitologii greckiej jeden z Heliadów, syn boga Heliosa i nimfy Rode, wnuk Posejdona. Podobnie jak bracia został obdarzony przez ojca wiedzą astrologiczną, którą dzielił się z ludem wyspy Rodos i wprowadził wiele udogodnień dla żeglarzy. Razem podzielili dzień na godziny. Zazdrosny o mądrość razem z trzema braćmi, Makareusem, Kandalosem, Aktisem, zabili Tenagesa, a następnie uciekli z wyspy. Triopas zbiegł do Karii, krainy  w południowo-zachodniej części Azji Mniejszej na wybrzeżu Morza Egejskiego na północ od Rodos. Przejął tam władzę, a obszar jego panowania nazwano Triopian Promontory. Później założył miasto Knidos w Karii. Wg geografa Pauzaniasza w Delfach znajdował się jego posąg na koniu, który był darem ludu Knidos.

## W kulturze
- Diodor Sycylijski, Biblioteka historyczna
- Strabon, Geografia
- Stefanos z Bizancjum, Ethnika
- Pauzaniasz, Wędrówka po Helladzie